# Pharaphodius spinatus
Pharaphodius spinatus är en skalbaggsart som beskrevs av Schmidt 1920. Pharaphodius spinatus ingår i släktet Pharaphodius och familjen Aphodiidae. Inga underarter finns listade i Catalogue of Life.